# UAV-2 Gavilán
UAV-2 Gavilán (dtsch: Sperber) ist das erste in Ecuador vom Zentrum für Forschung und Entwicklung (Centro de Investigación y Desarrollo, kurz: CIDFAE)  entwickelte unbemannte Luftfahrzeug.
Der Erstflug erfolgte 2013,  insgesamt wurden bisher drei Exemplare der UAV Serie bei CIDFAE gebaut. 2014 sollen vier weitere UAV-2 Gavilán für den nationalen Einsatz ausgeliefert werden. Der Einsatzschwerpunkt soll nach Angaben des Departamento de Ingeniería Aeronáutica die Grenzschutz- und Drogentransportüberwachung sein. Ecuador plant auch den Export der UAV-2 in andere lateinamerikanische Länder.
Bisher gebaute Maschinen:
- UAV-0: Erprobungs- und Demonstrationsmodell
- UAV-1: Start- und Landeverfahren mit autonomer Echtzeit-Übertragung der erfassten Daten zur Erprobung von elektro-optischen Systemen
- UAV-2: entspricht der geplanten Serienausführung mit verbesserter Reichweite und Satelliten-Tracking

## Technische Daten
| Kenngröße             | Daten                                        |
| --------------------- | -------------------------------------------- |
| Spannweite            | ca. 7 m                                      |
| Höchstgeschwindigkeit | ca. 200 km/h                                 |
| Reisegeschwindigkeit  | ca. 110 km/h                                 |
| Dienstgipfelhöhe      | 4500 m                                       |
| Einsatzdauer          | max. 8 h je nach Variante                    |
| Antrieb               | ein Kolbenmotor mit Dreiblatt-Druckpropeller |